# Caspar Reuvens
Caspar Jacob Christiaan Reuvens (né le 22 janvier 1793 à La Haye et mort le 26 juillet 1835 à Rotterdam) est l'un des pionniers de l'archéologie moderne mais également historien et avocat néerlandais. Il est notamment célèbre pour avoir été le premier professeur d'archéologie des Pays-Bas et même le premier professeur d'archéologie du monde (nommé en 1818 par décret du roi Guillaume Ier).
Il enseigna à l'Université de Leyde (dont il fonda la faculté d'archéologie) et fut aussi le premier directeur du Rijksmuseum van Oudheden (le « musée national des Antiquités »). Il dirigea également les fouilles du Forum Hadriani, cité romaine et ancienne capitale du peuple Cananefates.

## Biographie
Caspar Reuvens est le fils de Jan Reuvens (1763-1816), juriste et ministre de la Justice des Pays-Bas de 1799 à 1802. En 1810, Jan Reuvens est transféré à Paris sur ordre de Napoléon Ier et son fils Caspar, qui a alors 17 ans, l'y suit. Caspar étudie ainsi à l'Université de Paris dont il ressort diplômé en droit en 1813. Il y étudie notamment auprès de Dominique Vivant Denon, à l'époque directeur du musée du Louvre.
En 1814, Caspar Reuvens et son père retournent aux Pays-Bas où ils exercent tous les deux comme avocats. L'année suivante, il publie Collectanea litteraria, un recueil de commentaires sur des textes de la littératures grecque et latine.
Le 19 juillet 1822, Reuvens épouse Louise Sophie Blussé (1801-1896), une romancière néerlandaise, avec laquelle il a trois enfants. Parmi ceux-ci, Maria Everardina Reuvens (1823–1914) épousera le président du Conseil néerlandais Gerrit de Vries (1818-1900) et Caspar Reuvens sera ainsi le grand-père du botaniste et généticien Hugo de Vries.